# Ezrana primitiva
Ezrana primitiva är en insektsart som beskrevs av Evans 1969. Ezrana primitiva ingår i släktet Ezrana och familjen dvärgstritar. Inga underarter finns listade i Catalogue of Life.